# Gapinge
Gapinge est un village appartenant à la commune néerlandaise de Veere, situé dans la province de la Zélande. Le 1er janvier 2007, le village comptait 502 habitants. Il est situé sur Walcheren.
Gapinge était une commune indépendante jusqu'en 1857. En cette année, la commune fut supprimée et rattachée à Vrouwenpolder.

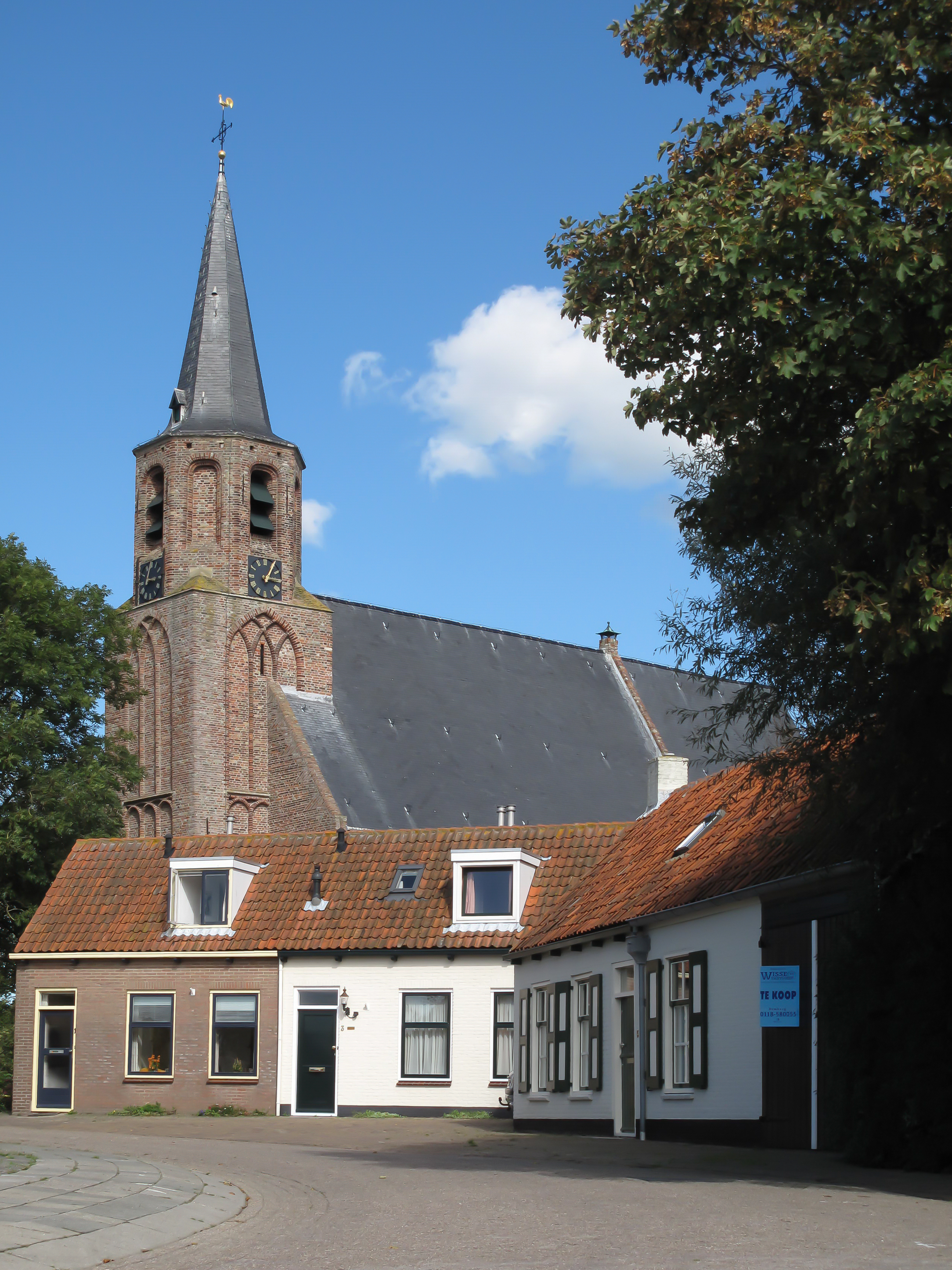
Gapinge, église: de Mariakerk